# Xiao Zhao (cràter)
Xiao Zhao és un cràter d'impacte en el planeta Mercuri de 24 km de diàmetre. Porta el nom del pintor xinès Xiao Zhao (actiu 1130-1162), i el seu nom va ser aprovat per la Unió Astronòmica Internacional el 2008.
Xiao Zhao és un cràter petit en comparació amb molts altres cràters de Mercuri. No obstant això, els raigs brillants llargs de Xiao Zhao el converteixen en una característica fàcilment visible. Els raigs, frescs i brillants, que van ser creats per material expulsat cap a l'exterior durant l'esdeveniment d'impacte que va formar el cràter, indiquen que Xiao Zhao és un cràter relativament jove.
Xiao Zhao és a prop del cràter Eastman.